# Design web
Prin design web (din engleză de la web design) se înțelege în general realizarea de site-uri web, de la momentul conceperii structurii și interfeței grafice și până la finalizarea programării și introducerea propriu-zisă a datelor care alcătuiesc conținutul site-ului - imagini, text, fișiere și alte elemente. 

## Scurt istoric
Primul designer web a fost chiar inventatorul www-ului, Tim Berners Lee, care a publicat primul site din istorie, în anul 1991. La început, site-urile nu erau nici pe departe atât de complexe și încărcate grafic cum sunt în prezent, limbajul utilizat - HTML - nefiind prea puternic și permițând numai o serie limitată de formatări, precum și inserarea de linkuri, pentru a putea „lega” paginile între ele, designul web fiind, de fapt, mai mult „programare” web.
În prezent, preocuparea pentru aspectul grafic al siturilor, devenite puternice instrumente comerciale și publicitare, justifică în întregime denumirea de „design web”, iar tehnologiile utilizate s-au diversificat și au devenit din ce în ce mai complexe. Companiile care produc site-uri lucrează cu angajați specializați pentru fiecare etapă a dezvoltării unui site, de la stadiul de concepție grafică la programare și editare de conținut pentru SEO (Search Engine Optimization - optimizarea site-urilor pentru motoarele de căutare). Site-urile actuale sunt din ce în ce mai mult axate pe animație interactivă și dinamism, aceste deziderate fiind îndeplinite de exemplu de cunoscutul program Adobe Flash, precum și de alte programe apărute după acesta, care pot genera automat fișiere animate de diverse formate.

## Caracteristici
Site-urile, în forma în care ele se afișează de browsere, sunt menite să fie înțelese de orice persoană, chiar fără cunoștinte în domeniul informaticii sau al secvențelor de cod redactate de programatori. Aceștia lucrează ori în diverse limbaje din care apoi se generează limbajul specific de script al internetului HTML (HyperText Markup Language), ori direct în HTML. Dacă nu ar exista browserele care știu să interpreteze limbajul de script și să afișeze rezultatul pe ecran, siturile ar fi doar înșiruiri de texte neformatate și, cel mai probabil, fără imagini. În principiu limbajul HTML indică locul în care să se afișeze diversele elemente vizibile, dimensiunea, culoarea, precum și alți parametri care conferă unei pagini web atât aspectul, cât și funcționalitatea dorită.
| An   | Evenimente |
| ---- | --- |
| 1969 | Crearea ARPANET în Octombrie - Primul prototip de internet realizat de departamentul apărării din U.S. Advanced Research Projects Agency Network                                               |
| 1970 | Anii 70’ – Lansarea protocolului TCP/IP - Vinton Cerf si Robert Kahn au lansat protocolul utilizat și astăzi în internet TCP/IP (Transmission Control Protocol și Internet Protocol).          |
| 1971 | A fost transmis primul e-mail de catre programatorul Ray Tomlinson |
| 1983 | ARPANET adopta TCP/IP - Acesta a fost si momentul când au inceput să apară “rețele de rețele” de calculatoare care de fapt a devenit Internetul modern pe care funcționăm și astăzi.           |
| 1990 | Intre 1990 – 1992 apare WWW (World Wide Web) - Tim Berners-Lee (cunoscut ca și TimBL) inventează WWW (World Wide Web).                                                                         |
| 1992 | A fost lansat primul website mulțumită CERN |
| 1993 | A apărut ALIWEB primul motor de căutare (Archie Like Indexing for the WEB) |
| 1994 | Primul baner web comercial creat pentru cei de la AT&T |
| 1995 | Se lanseaza JavaScript |
| 1996 | Au apărut animațiile Flash; a fost lansat CSS-ul (Cascading Style Sheets) - Acesta a prins viață în 1996 sub îndrumarea lui Håkon Wium Lie care a venit de fapt cu primele propuneri prin 1994 |
| 1998 | Apare Google Beta |
| 2000 | A fost lansat PayPal |
| 2001 | Apare Wikipedia |
| 2003 | A fost lansat WordPress |
| 2004 | A fost creat Facebook |
| 2006 | Cuvantul “googling” a devenit un verb in Oxford English Dictionary |
| 2007 | Odata cu lansarea primul iPhone in Iunie 2007 apare si web design-ul pentru mobil |
| 2010 | A apărut Bootstrap; Conceptul Resposive Web Design a prins viață datorita genialitații lui Ethan Marcotte si este folosit si astăzi.                                                           |
|      | |

## Ce este necesar pentru realizarea unui site web
Realizarea unui website presupune parcurgerea unor etape esențiale, fiecare având un rol determinant în funcționalitatea și aspectul final al platformei.
Etapele Principale ale Dezvoltării unui Website
1.Analiza preliminară – Definirea obiectivelor, a publicului țintă și a cerințelor tehnice.
2.Concretizarea conceptului – Stabilirea arhitecturii informaționale și a funcționalităților de bază.
3.Schițarea elementelor vizuale și structurale – Crearea wireframe-urilor și a designului inițial al paginilor.
4.Dezvoltarea tehnică – Scrierea codului HTML, CSS, JavaScript și a altor tehnologii necesare pentru structura și designul site-ului.
5.Testarea – Evaluarea funcționalității, compatibilității și securității platformei.
6.Optimizarea și ajustările finale – Corectarea erorilor și îmbunătățirea performanței.
7.Publicarea – Lansarea website-ului pe Internet sau într-un mediu intranet.
8.Indexarea în motoarele de căutare – Înregistrarea site-ului în Google, Bing și alte motoare de căutare.
9.Întreținerea și actualizarea – Modificarea conținutului și a structurii în funcție de nevoile utilizatorilor și tendințele din industrie.
Metode de Actualizare a Conținutului
Website-urile pot fi actualizate în două moduri:
•Prin intervenția unui web designer – Necesită cunoștințe tehnice și acces direct la codul sursă.
•Prin utilizarea unei platforme CMS (Content Management System) – Permite proprietarului să modifice conținutul fără a depinde de un specialist, oferind o gestionare autonomă și eficientă a site-ului.
Designul Interfeței Grafice
Interfața grafică are un rol crucial în experiența utilizatorilor, fiind concepută nu doar din punct de vedere estetic, ci și funcțional. Aceasta trebuie să:
•faciliteze accesul rapid la informații,
•asigure o experiență intuitivă de navigare,
•optimizeze timpul de încărcare al paginilor.
Pentru realizarea designului, se utilizează inițial programe specializate precum Adobe Photoshop sau Corel PhotoPaint, în care sunt stabilite elementele vizuale, paleta cromatică, structura meniurilor și dimensiunea textelor. Această imagine inițială este ulterior transformată în elemente individuale (butoane, fundaluri, iconuri), care sunt integrate în pagină prin CSS și HTML.
Evoluția Tehnicilor de Design Web
În trecut, structura paginilor web era realizată prin tabele invizibile, în care erau plasate imagini și text. În prezent, această metodă a fost înlocuită de CSS (Cascading Style Sheets), care permite un design mai flexibil, curat și optimizat pentru performanță.
Un designer web trebuie să anticipeze eventualele probleme de afișare și să utilizeze tehnici care îmbunătățesc viteza de încărcare a paginilor. Spre exemplu, se recomandă utilizarea fundalurilor definite prin cod CSS sau imagini mici repetabile, în locul unor fișiere grafice mari, care pot încetini performanța site-ului.
Dezvoltarea Tehnică și Implementarea
După definirea designului, urmează etapa de implementare, care poate fi realizată prin:
•Scrierea manuală a codului HTML și CSS într-un editor simplu (ex: Notepad).
•Utilizarea unui editor WYSIWYG (What You See Is What You Get), precum Adobe Dreamweaver, pentru o abordare vizuală a procesului.
În cazul site-urilor complexe, cum ar fi magazinele online sau platformele cu baze de date, se utilizează tehnologii avansate precum PHP, ASP și baze de date MySQL sau PostgreSQL.
Concluzie: Elemente Esențiale pentru Crearea unui Website
Pentru realizarea unui website funcțional și eficient, sunt necesare trei aspecte majore:
1.Achiziționarea unui nume de domeniu – Reprezintă identitatea online a website-ului.
2.Găzduirea pe un server (hosting) – Asigură disponibilitatea și performanța site-ului.
3.Web design și dezvoltare – Crearea și optimizarea site-ului pentru o experiență de utilizare optimă.
Astfel, un website bine structurat și întreținut corespunzător nu doar că îmbunătățește vizibilitatea în mediul online, dar contribuie și la succesul afacerii sau proiectului pe care îl reprezintă.

## Designul paginii de pornire
Experții în utilizare, inclusiv Jakob Nielsen și Kyle Soucy, au subliniat adesea designul paginii de pornire pentru succesul site-ului web și au afirmat că pagina de pornire este cea mai importantă pagină de pe un site web. Cu toate acestea, practicanții din anii 2000 începeau să descopere că un număr tot mai mare de trafic pe site-ul web ocoli pagina de pornire, acces direct la paginile de conținut interne prin motoarele de căutare, buletine informative electronice și fluxuri RSS. Determinând mulți practicieni să susțină că paginile de start sunt mai puțin importante decât cred majoritatea oamenilor. Jared Spool a susținut în 2007 că pagina de pornire a unui site era de fapt cea mai puțin importantă pagină de pe un site web.

## Design web responsiv
Într-un peisaj digital în care peste 50% din traficul global provine de pe dispozitive mobile, optimizarea pentru acestea a devenit esențială. Un design web responsiv permite site-urilor să se adapteze automat la dimensiunea și rezoluția ecranului utilizatorului, asigurând o experiență de navigare fluidă și intuitivă. 
Toate elementele vizuale, inclusiv imaginile, textele și pictogramele, se ajustează dinamic pentru a rămâne lizibile și ușor de utilizat, indiferent de dispozitiv. În plus, Google prioritizează site-urile optimizate pentru mobil în rezultatele de căutare, ceea ce face ca un design responsiv să fie un factor important atât pentru experiența utilizatorilor, cât și pentru vizibilitatea online. O interfață bine optimizată contribuie la creșterea accesibilității și a performanței, oferind o navigare fără obstacole pe orice tip de ecran.

## Șabloane
O altă metoda de a alcătui un sit este cu ajutorul unui șablon web. Acesta prezintă vizitatorului conținutul text și media într-o manieră cât mai plăcută prin folosirea unuia sau mai multor limbaje de marcare precum HTML sau CSS.
Folosirea unui șablon web devine convenabilă prin accesibilitate.